# Neobarokk
A neobarokk a  művészetben, különösen az építészetben a historizmus egyik stílusirányzata, a kora újkori barokk építészet utánzata a 19. század végén, 20. század elején. A két világháború közötti időben (1920-as, 1930-as évek) az újhistorizáló építészet keretén belül alkalmilag jelent meg a használata.

## Átvitt értelemben
Egyes források a két világháború közötti magyarországi politikai rendszert illetve annak egyes vonásait - átvitt értelemben -  neobarokknak nevezik. (pl. Ujváry Gábor: Egyetemi ifjúság a „neobarokk társadalomban”. 

## Képgaléria

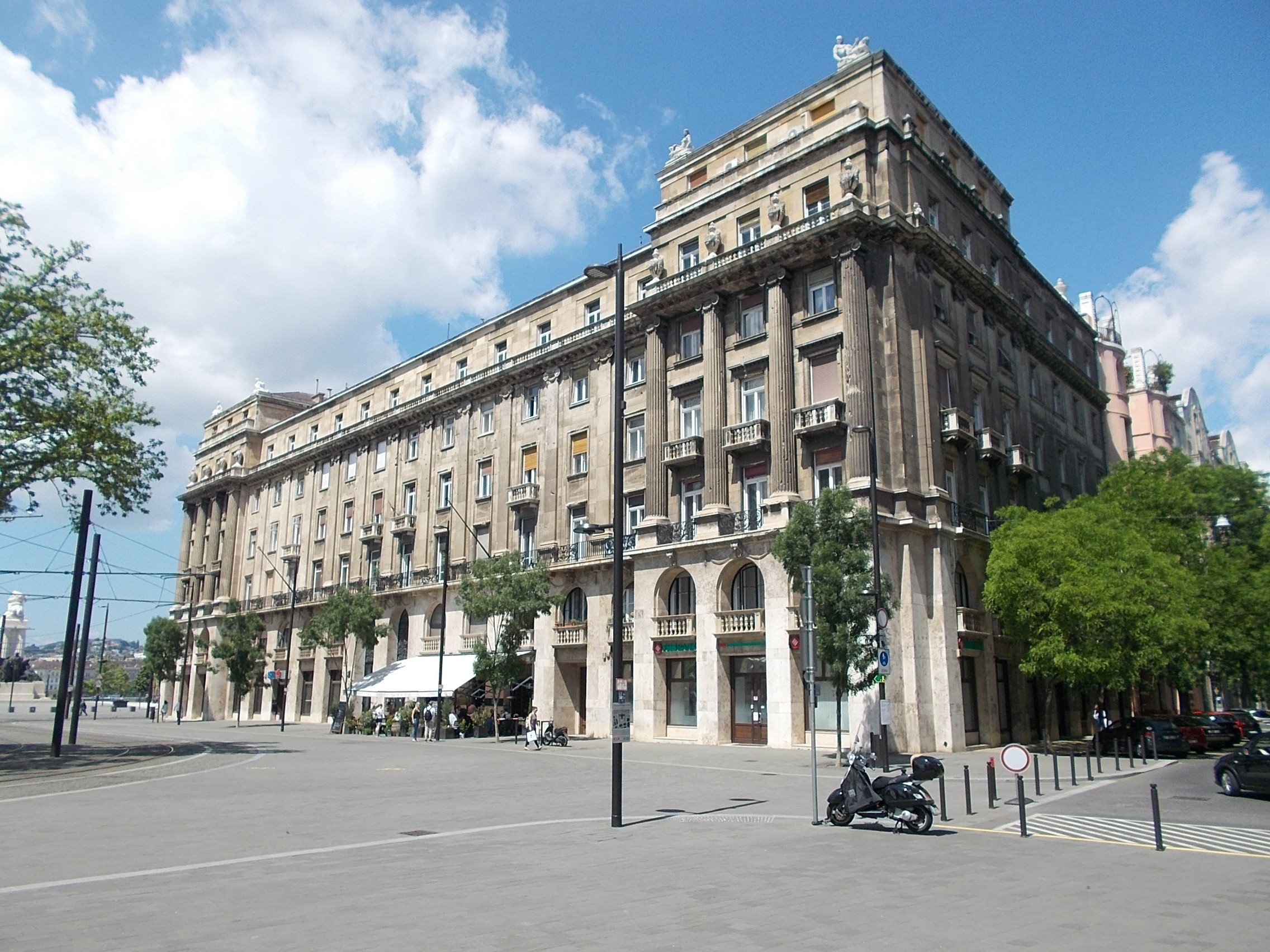
Málnai Béla által tervezett neobarokk bérház, Budapest, Kossuth Lajos tér 13-15.
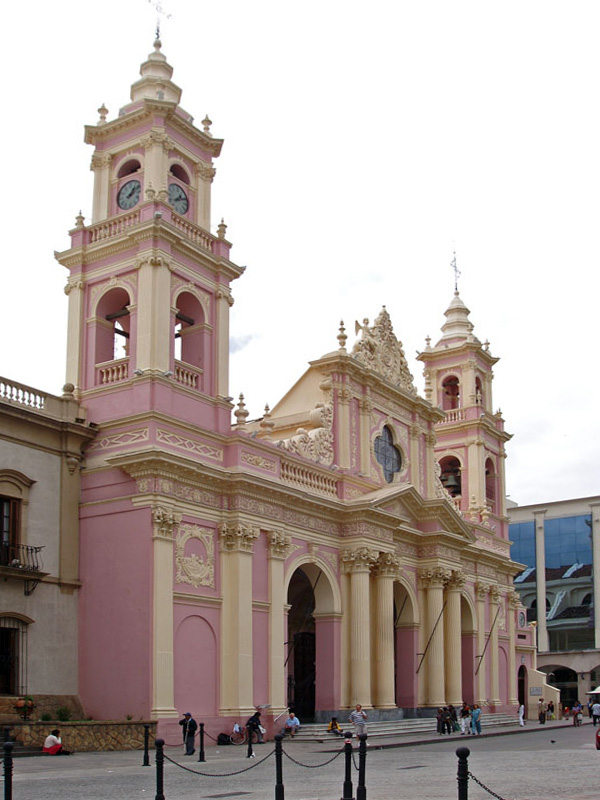
A saltai katedrális (Argentina), 1858-1882.
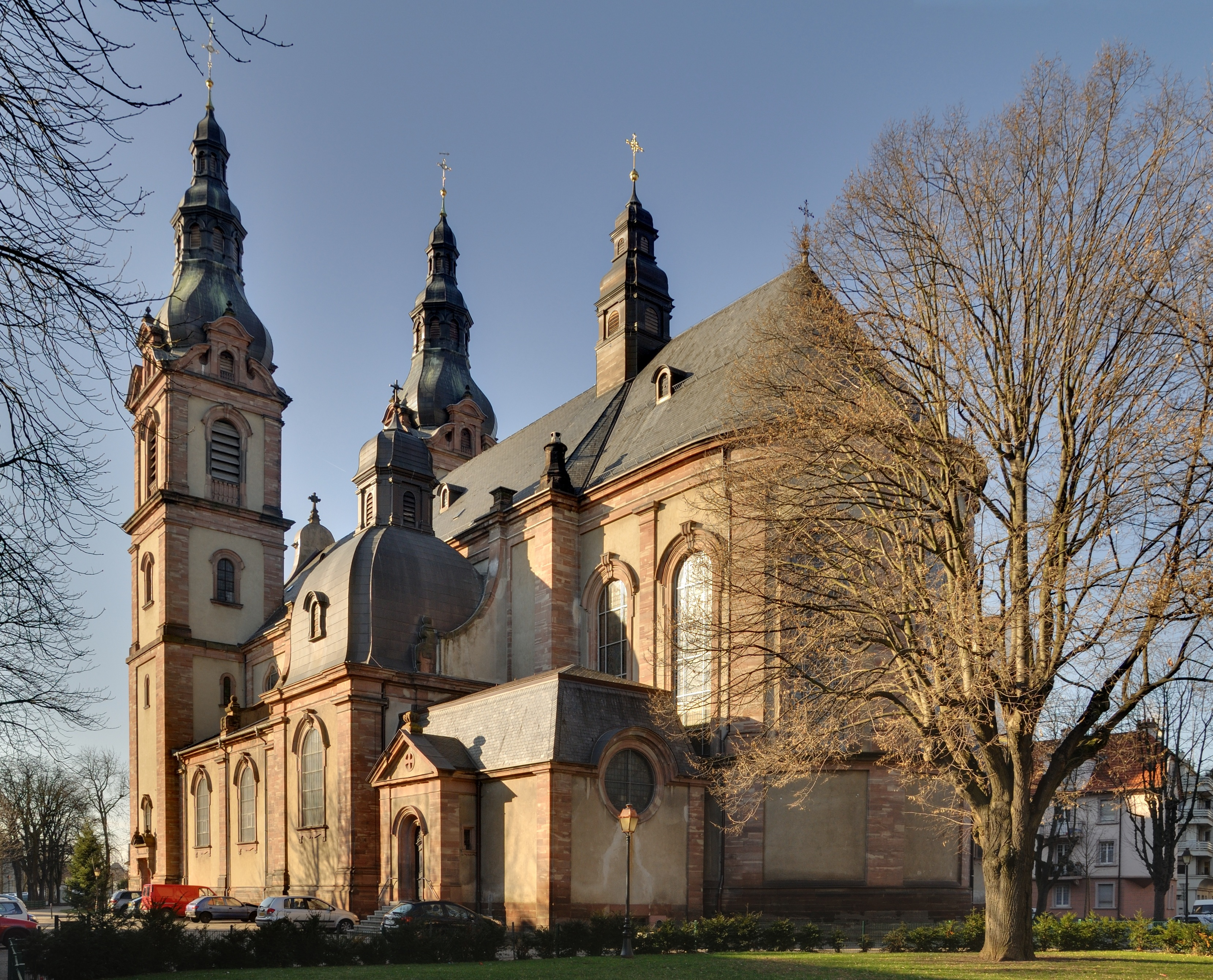
Mulhouse, Szent Fridolin-templom  1906.
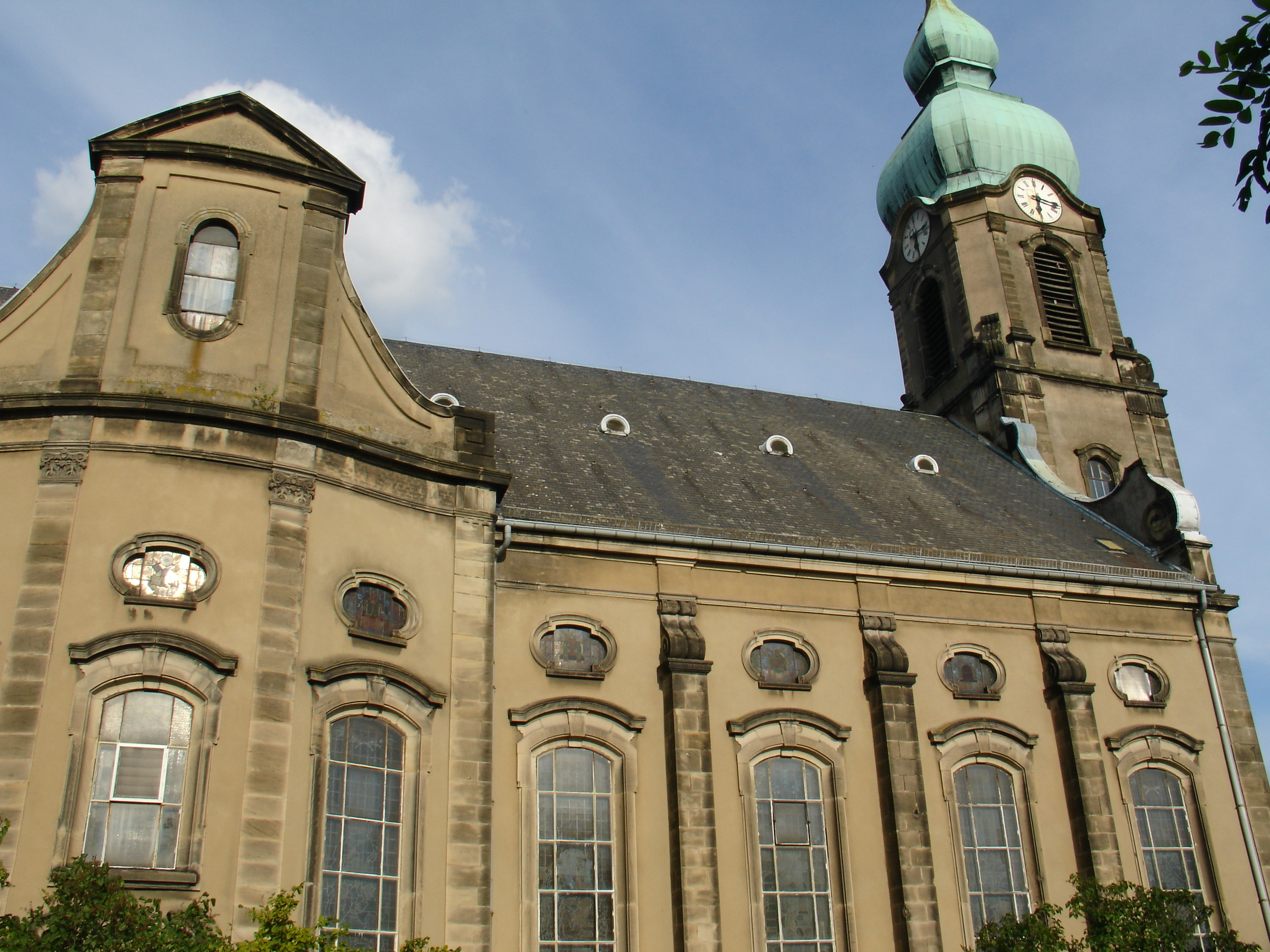
Freyming-Merlebach, templom, 1913.

## Története

### Franciaországban
A rendkívül magabiztos Garnier a részletekkel túlterhelt neobarokk stílussal  - saját bevallása szerint - a „III. Napóleon stílus”-t akarta megteremteni. Tény, hogy a párizsi Opéra (1862-1874) a neobarokk építészet valóságos áradatát indította el Franciaországban, de Németországban, Olaszországban, sőt az amerikai földrészen is, mind Észak-, mind Dél-Amerikában. Garnier sikere, fontossága, hatása nem az újszerű és merész formai megoldásokból adódik, hanem a szintézisalkotásban nyilvánul meg, egyben azzal, hogy halmozza a részleteket. Az egész színházi épület szerkezetének minden egyes eleme a teatralitásig hangsúlyozódik: az előcsarnok, a lépcsőház, a hall, a színpad, az öltözők, a messziről látható vaskupola, a belső díszítések visszatérése a homlokzaton, a szokatlanul sajátos életet élő szobrászati elemek, melyek közül legkiválóbbak Jean-Baptiste Carpeaux Tánca és Eugène Guillaume Muzsikája. Garnier térszemlélete igen merész a szélsőségesen hangsúlyozott részletek együttese miatt.

### Magyarországon
A 19. század második felében, főleg a kiegyezés táján az első világháborúig felpezsdült építési tevékenység kínálta feladatokat Magyarországon is  a történeti építészeti stílusok  kiaknázásával oldották meg, akárcsak Európa egyéb államaiban. A historzimus által kínált stílusirányzatok egyike volt a neobarokk. 
Egyik legfontosabb képviselője Wälder Gyula és Hauszmann Alajos volt, de Freund Vilmos, Hültl Dezső mellett Böhm Henrik, Hegedűs Ármin, Kotsis Iván, Fábián Gáspár, Györgyi Dénes és  mások is nagy szerepet játszottak az elterjedésében. 